# Little Darkin River
Der Little Darkin River ist ein Fluss im Südwesten des australischen Bundesstaates Western Australia.

## Geografie
Der Fluss entspringt an den Nordhängen des Mount Dale im Mount Dale Conservation Park. Von dort fließt er nach Nordwesten und mündet bei Murdos in den Lake C.Y.O’Connor und damit in den Darkin River. 